# 沙爾克什拉

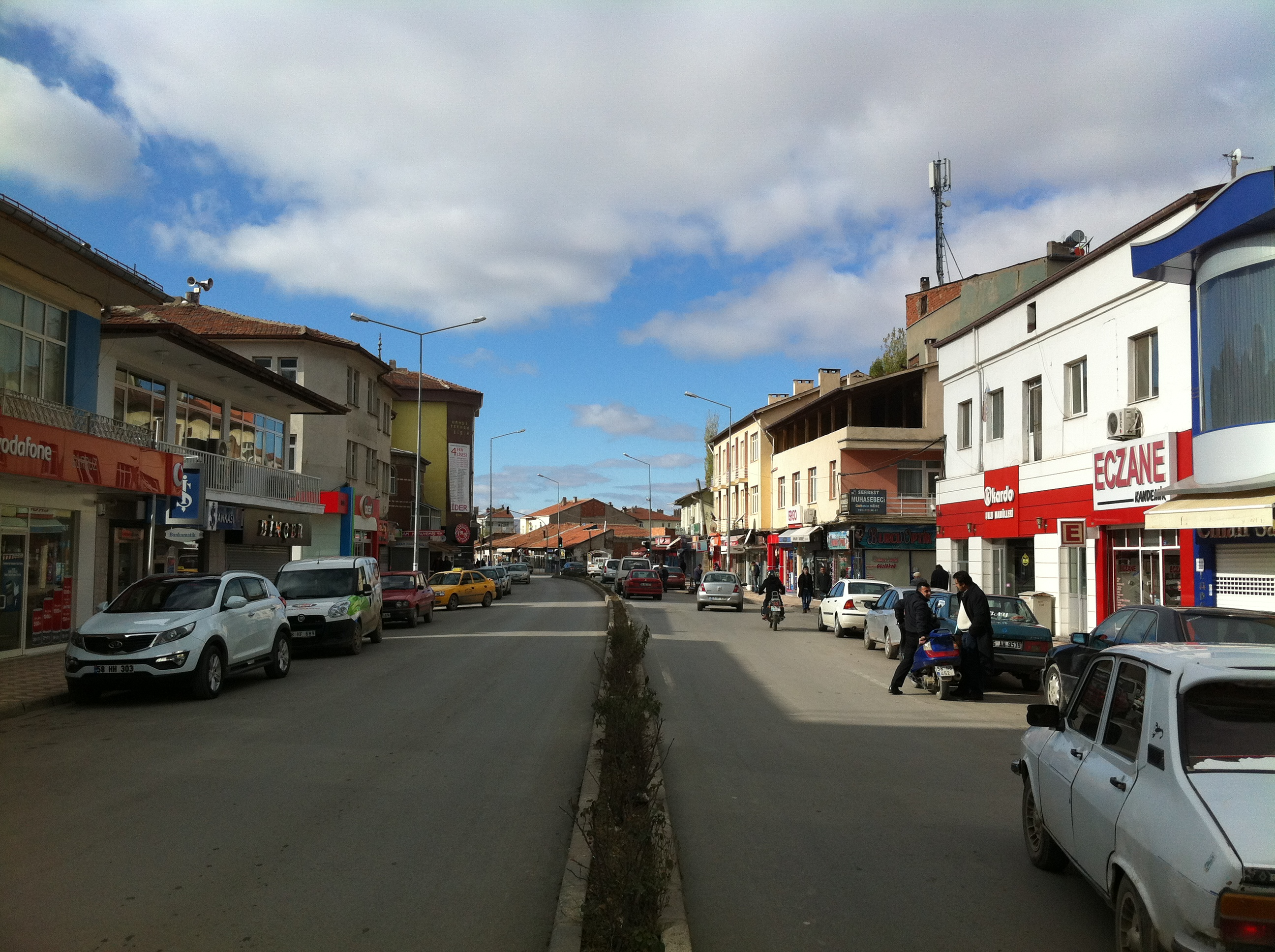
Şarkışla city center

沙爾克什拉是土耳其的城鎮，由錫瓦斯省負責管轄，位於該國中部，面積2,103平方公里，始建於公元前3000年左右，海拔高度1,240米，2008年人口20,761。
39°21′N 36°24′E / 39.350°N 36.400°E